# Eumenes melanosoma
Eumenes melanosoma är en stekelart. Eumenes melanosoma ingår i släktet krukmakargetingar, och familjen Eumenidae.

## Underarter
Arten delas in i följande underarter:
- E. m. longirostris
- E. m. erythrosoma